# Antona immutata
Antona immutata är en fjärilsart som beskrevs av Walker 1854. Antona immutata ingår i släktet Antona och familjen björnspinnare. Inga underarter finns listade i Catalogue of Life.